# Heleioporus psammophilus
A Heleioporus psammophilus a kétéltűek (Amphibia) osztályának békák (Anura) rendjébe, a mocsárjáróbéka-félék (Limnodynastidae) családjába, azon belül a Heleioporus nembe tartozó faj.

## Nevének eredete
A latin psammophilus jelentése homokkedvelő, neve ezzel utal élőhelyének talajára.

## Előfordulása
Ausztrália endemikus faja. Az ország Nyugat-Ausztrália államának délnyugati részén, a Darling-hegység nyugati peremén, a Dongara-régiótól Esperance-ig, a tengerszinttől 600 m-es tengerszint feletti magasságig honos. Elterjedési területének mérete körülbelül 78 500 km².

## Megjelenése
Közepes méretű békafaj, hossza elérheti a 6 cm-t. Robusztus felépítésű, végtagjai viszonylag rövidek. Háti bőre barna vagy szürke színű, fehér vagy szürke mintázattal (a Heleioporus eyrei fajtól eltérően, a mintázatnak nincs sárga színezete). Oldalának alsó részén általában fakó dudorok találhatók. A Heleioporus eyrei fajtól eltérően a hímek első ujján hüvelykkinövések láthatók, bár déli populációjánál ez a kinövés szintén hiányzik.

## Életmódja
Élőhelye homokos talajú, tőzeges, savas kémhatású mocsarak, ahol a domináns növényzetet a Xanthorrhoea nevű fűfafélék alkotják. Párjukat a nőstények választják, akik a hím által, a víz közelében ásott üregekben párzanak. A hímek az őszi esők után csak egy hónapig hallatják éneküket. A nőstény az üregben készített habágyba 100–250 petét rak. Az üregekből az esőzések mossák ki az ebihalakat, akik így a vízfolyásokba jutnak.
Az ebihalak hossza elérheti az 5 cm-t, farkuk hossza testük hosszának 1,5-szöröse. Színük sötétbarna vagy fakó szürke, oldalukon egy sor vékony, világos árnyalatú csík húzódik. Az ebihalak átalakulása szeptember és október hónapok során meg végbe.

## Természetvédelmi helyzete
A vörös lista a nem fenyegetett fajok között tartja nyilván. Elterjedési tartományán belül több védett terület is található.